# Oscaruddelingen 1962
Oscaruddelingen 1962 var den 34. oscaruddeling, hvor de bedste film fra 1961 blev hædret af Academy of Motion Picture Arts and Sciences. Uddelingen blev afholdt 9. april i Santa Monica Civic Auditorium i Santa Monica, Californien, USA. Under uddelingen lykkedes det taxachaufføren Stan Berman fra New York, at slippe forbi 125 vagter og ind på scenen, hvor han overrakte Bob Hope en hjemmelavet oscarstatuette.

## Priser
| Bedste Film | Bedste Instruktør |
| --- | --- |
| - West Side Story - Fanny - Dommen i Nürnberg - Hajen - Navarones kanoner | - Jerome Robbins and Robert Wise – West Side Story - Stanley Kramer – Dommen i Nürnberg - Federico Fellini – La Dolce Vita - J. Lee Thompson – Navarones kanoner - Robert Rossen – Hajen |
| Bedste Mandlige Hovedrolle | Bedste Kvindelige Hovedrolle |
| - Maximilian Schell – Dommen i Nürnberg - Paul Newman – Hajen - Spencer Tracy – Dommen i Nürnberg - Charles Boyer – Fanny - Stuart Whitman – Brændemærket | - Sophia Loren – Huntigeren - Piper Laurie – Hajen - Audrey Hepburn – Pigen Holly - Natalie Wood – Feber i blodet - Geraldine Page – Flyvende sommer |
| Bedste Mandlige Birolle | Bedste Kvindelige Birolle |
| - George Chakiris – West Side Story - Montgomery Clift – Dommen i Nürnberg - George C. Scott – Hajen - Jackie Gleason – Hajen - Peter Falk – Lady for en dag | - Rita Moreno – West Side Story - Judy Garland – Dommen i Nürnberg - Una Merkel – Flyvende sommer - Fay Bainter – Sladder - Lotte Lenya – Mrs. Stones romerske forår |
| Bedste Originale Manuskript | Bedste Filmatisering |
| - Feber i blodet – William Inge - La Dolce Vita – Federico Fellini, Tullio Pinelli, Ennio Flaiano og Brunello Rondi - Ballada o soldate – Valentin Ezhov og Grigori Chukhraj - Il generale della Rovere – Sergio Amidei, Diego Fabbri og Indro Montanelli - En pyjamas for to – Stanley Shapiro og Paul Henning | - Dommen i Nürnberg – Abby Mann - West Side Story – Ernest Lehman - Pigen Holly – George Axelrod - Navarones kanoner – Carl Foreman - Hajen – Robert Rossen and Sidney Carroll |
| Bedste Udenlandske Film | |
| - Som i et spejl ( Sverige) - Eien no hito ( Japan) - Harry og kammertjeneren ( Danmark) - Plácido ( Spanien) - Animas Trujano ( Mexico) | |
| Bedste Dokumentar | Bedste Korte Dokumentar |
| - Le ciel et la boue - La grande olimpiade | - Project Hope - Breaking the Language Barrier - Cradle of Genius - Kahl - L'uomo in grigio |
| Bedste Kortfilm | Bedste Korte Animationsfilm |
| - Seawards the Great Ships - Ballon vole - The Face of Jesus - Rooftops of New York - Very Nice, Very Nice | - Ersatz - Aquamania - Beep Prepared - Nelly's Folly - Pied Piper of Guadalupe |
| Bedste Drama- eller Komediemusik | Bedste Musicalmusik |
| - Pigen Holly – Henry Mancini - El Cid – Miklos Rozsa - Fanny – Morris Stoloff og Harry Sukman - Flyvende sommer – Elmer Bernstein - Navarones kanoner – Dimitri Tiomkin | - West Side Story – Saul Chaplin, Johnny Green, Sid Ramin og Irwin Kostal - Babes in Toyland – George Bruns - Flower Drum Song – Alfred Newman og Ken Darby - Khovanshchina – Dmitri Shostakovich - Paris Blues – Duke Ellington                                                                                           |
| Bedste Sang | Bedste Lydoptagelse |
| - "Moon River" fra Pigen Holly – Musik af Henry Mancini; Tekst af Johnny Mercer - "Bachelor in Paradise" fra Ungkarl i paradis – Musik af Henry Mancini; Tekst af Mack David - "Love Theme from El Cid (The Falcon and the Dove)" fra El Cid – Musik af Miklos Rozsa; Tekst af Paul Francis Webster - "Pocketful of Miracles" fra Lady for en dag – Musik af Jimmy Van Heusen; Tekst af Sammy Cahn - "Town Without Pity" fra Byen uden nåde – Musik af Dimitri Tiomkin; Tekst af Ned Washington | - West Side Story – Gordon E. Sawyer, Fred Hynes - Forældrefælden – Robert O. Cook - Sladder – Gordon E. Sawyer - Flower Drum Song – Waldon O. Watson - Navarones kanoner – John Cox |
| Bedste Scenografi, Sort og Hvid | Bedste Scenografi, Farver |
| - Hajen – Harry Horner og Gene Callahan - Dommen i Nürnberg – Rudolph Sternad og George Milo - Hop med professoren – Carroll Clark, Emile Kuri og Hal Gausman - La Dolce Vita – Piero Gherardi - Sladder – Fernando Carrere og Edward G. Boyle | - West Side Story – Boris Leven og Victor Gangelin - Pigen Holly – Hal Pereira, Roland Anderson, Sam Comer og Ray Moyer - Flower Drum Song – Alexander Golitzen, Joseph C. Wright og Howard Bristol - El Cid – Veniero Colasanti og John Moore - Flyvende sommer – Hal Pereira, Walter H. Tyler, Sam Comer og Arthur Krams |
| Bedste Fotografering, Sort og Hvid | Bedste Fotografering, Farver |
| - Hajen – Eugen Schüfftan - Dommen i Nürnberg – Ernest Laszlo - En, to, tre og et lillebitte hop – Daniel L. Fapp - Hop med professoren – Edward Colman - Sladder – Franz F. Planer | - West Side Story – Daniel L. Fapp - Mr. Asano forelsker sig – Harry Stradling, Sr. - Fanny – Jack Cardiff - Flower Drum Song – Russell Metty - Når mænd hader – Charles Lang, Jr. |
| Bedste Kostumer, Sort og Hvid | Bedste Kostumer, Farver |
| - La Dolce Vita – Piero Gherardi - Alle mænds pige – Howard Shoup - Dommen i Nürnberg – Jean Louis - Sladder – Dorothy Jeakins - Livvagten – Yoshirō Muraki | - West Side Story – Irene Sharaff - Skjult kærlighed – Jean Louis - Babes in Toyland – Bill Thomas - Flower Drum Song – Irene Sharaff - Lady for en dag – Edith Head og Walter Plunkett |
| Bedste Klipning | Bedste Visuelle Effekter |
| - West Side Story – Thomas Stanford - Forældrefælden – Philip W. Anderson - Fanny – William H. Reynolds - Dommen i Nürnberg – Frederic Knudtson - Navarones kanoner – Alan Osbiston | - Navarones kanoner – Bill Warrington og Vivian C. Greenham - Hop med professoren – Robert A. Mattey og Eustace Lycett |

### Ærespriser
- William L. Hendricks
- Fred L. Metzler
- Jerome Robbins

### Irving G. Thalberg Memorial Award
- Stanley Kramer

### Jean Hersholt Humanitarian Award
- George Seaton

## Eksterne Henvisninger
1. ↑  Crouse, Richard, Reel Winners: Movie award trivia, Dundurn Press, 2005, s. 188,] ISBN 1-55002-574-0

- Oscaruddelingen 1962 på Internet Movie Database (engelsk)
- Oscars legacys hjemmeside